# José Luis López-Linares

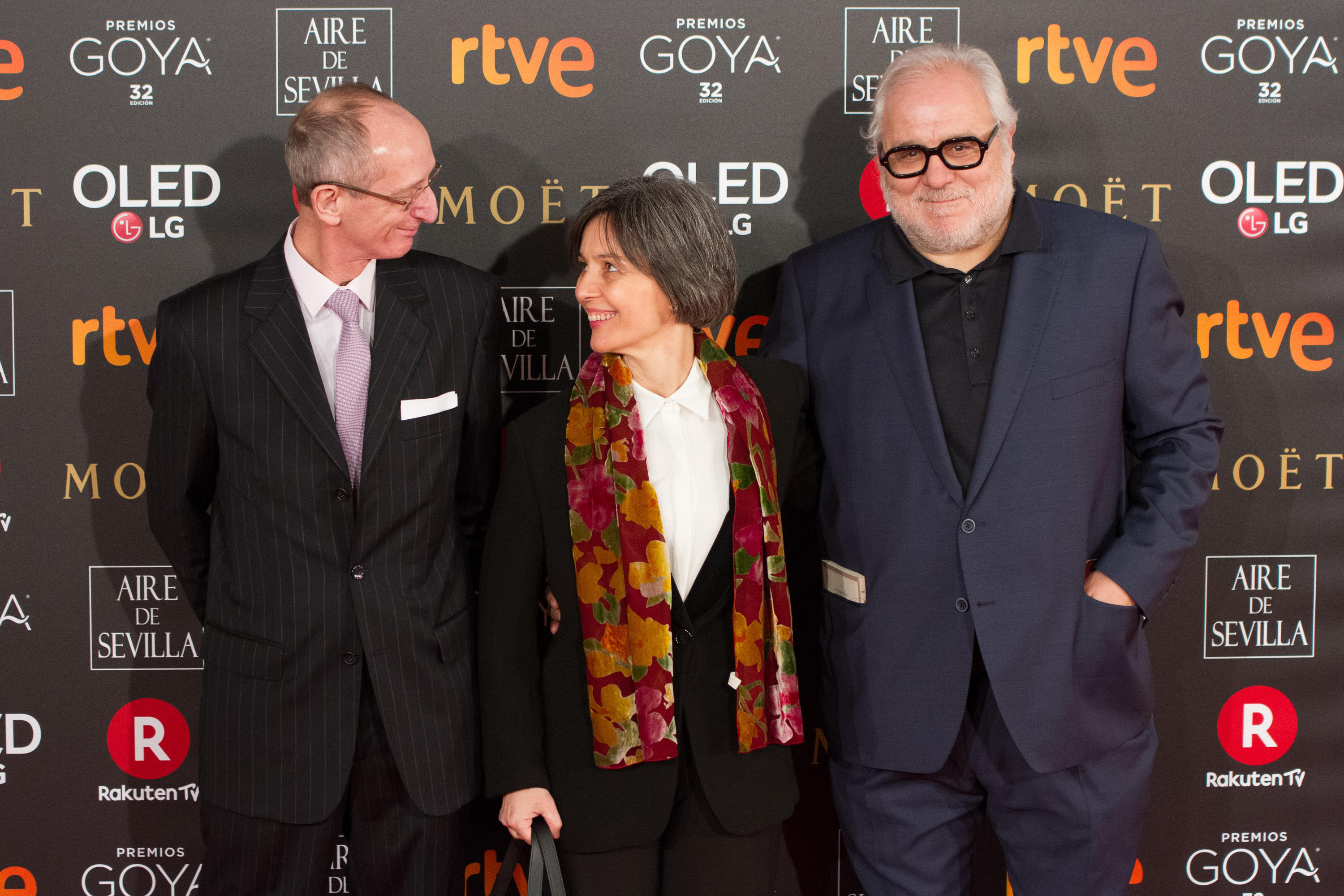
José Luis López-Linares (a la derecha). 32º Premios Goya, 2018

José Luis López-Linares del Campo (Madrid, 11 de abril de 1955) es escritor, director y productor de cine español.

## Biografía
José Luis López Linares se inició en la industria cinematográfica como director de fotografía de películas dirigidas entre otros por Víctor Erice, Carlos Saura, Fernando Trueba, Emilio Martínez Lázaro, Jaime Chávarri, Basilio Marín Patiño, o Alain Tanner, entre muchos otros, ganando en 2006 el Goya a Mejor Dirección de Fotografía por la película Iberia (2005), además de haber sido nominado en otras cuatro ediciones en la misma categoría. Como director y guionista, ha destacado en el género documental, con títulos como Asaltar los cielos (1997) (ganadora del Premio Ondas en 1997) o Un instante en la vida ajena (2004) (ganadora del Premio Goya al Mejor Documental en 2004).
Parece imprescindible añadir sus filmes más recientes España, la primera globalización (2021) e Hispanoamérica, canto de vida y esperanza (2024), los cuales han incorporado referencias y la participación de historiadores, pensadores y divulgadores actuales, y entroncan con una revisión endógena, positiva, sobre la hispanidad y el impacto civilizatorio del imperio español, específicamente en y desde sus tres virreinatos americanos. Los autores más recientes incluyen desde Luis Suárez, Fernando García de Cortázar o Stanley Paine hasta Roca Barea, Marcelo Gullo, Borja Cardelús, Cristian Rodrigo Iturralde, Cesáreo Jarabo, José Javier Esparza, Rafael Aita, Alberto Armesilla, Alberto G. Ibáñez, Carrie Gibson o Charles F. Lummis, entre otros de diferentes perspectivas.     
Esta aportación de López-Linares en 2021 y 2024 ha sido ciertamente original con respecto al cine español en muchas décadas, a lo largo del "Nuevo cine", la Escuela de Barcelona", los géneros y estilos de la apertura, la transición política, el cine vasco, la "Comedia madrileña" y particularmente sobre la multiplicidad de títulos hegemónicos y convencionales, con apoyo institucional, sobre la Guerra Civil y la posguerra. No lo es tanto por su encuadre documental, donde es uno de los valores consolidados en un territorio fértil en España. Además, López-Linares ha recurrido notablemente a donaciones y al micromecenazgo.

## Filmografía

### Como director
- Hispanoamérica, canto de vida y esperanza (documental, 2024)
- Rioja, la tierra de los mil vinos (documental, 2023)
- Goya, el ojo que escucha (documental, 2022)
- España, la primera globalización (documental, 2021)
- Formentor, el mar de las palabras (documental, 2020)
- Goya. Le sommeil de la raison (documental, 2019)
- Altamira. El origen del Arte (documental, 2018)
- El corazón del Teatro Real (documental, 2017)
- El Bosco. El jardín de los sueños (documental, 2016)
- Jerez y el misterio del palo cortado (documental, 2015)
- El pollo, el pez y el cangrejo real (documental, 2008)
- Un instante en la vida ajena (documental, 2004)
- Extranjeros de sí mismos (documental, 2001)
- A propósito de Buñuel (documental, 2000)
- Asaltar los cielos (documental, 1997)

### Como director de fotografía
- Hispanoamérica, canto de vida y esperanza (documental, 2024)
- Rioja, la tierra de los mil vinos (documental, 2023)
- España, la primera globalización (documental, 2021)
- Formentor, el mar de las palabras (documental, 2020)
- Jerez y el misterio del palo cortado (documental, 2015)
- Iberia (documental, 2005)
- El embrujo de Shanghái (largometraje, 2002)
- A propósito de Buñuel (documental, 2000)
- Los peores años de nuestra vida (largometraje, 1994)
- Madregilda (largometraje, 1993)
- El sol del membrillo (largometraje, 1992)
- La boca del lobo (largometraje, 1988)

### Como guionista
- Hispanoamérica, canto de vida y esperanza (documental, 2024)
- Rioja, la tierra de los mil vinos (documental, 2023)
- España, la primera globalización (documental, 2021)
- Formentor, el mar de las palabras (documental, 2020)
- Altamira (largometraje, 2016) coescrito junto a Olivia Hetreed.

## Premios
- El Bosco. El Jardín de los sueños, nominado al Premio Goya al Mejor Documental en 2016.
- Iberia, ganador del Premio Goya al Mejor Dirección de Fotografía en 2006.
- Un instante en la vida ajena, ganador del Premio Goya al Mejor Documental en 2004.
- Hécuba, un sueño de pasión, nominado al Premio Goya al Mejor Documental en 2003.
- Extranjeros de sí mismos, nominado al Premio Goya al Mejor Documental en 2001.
- Asaltar los cielos, ganador del Premio Ondas en 1997.